# Округ Мортон (Северна Дакота)
Округ Мортон (енгл. Morton County) је округ у америчкој савезној држави Северна Дакота.

## Демографија
По попису из 2010. године број становника је 27.471, што је 2.168 (8,6%) становника више него 2000. године.
| Група             | 2000.          | 2010.          |
| Белци             | 24.161 (95,5%) | 25.537 (93,0%) |
| Афроамериканци    | 40 (0,2%)      | 120 (0,4%)     |
| Азијати           | 77 (0,3%)      | 54 (0,2%)      |
| Хиспаноамериканци | 164 (0,6%)     | 400 (1,5%)     |
| Укупно            | 25.303         | 27.471         |